# Muraille d'Ávila
La muraille d'Ávila (espagnol : Muralla de Ávila) est une enceinte militaire romane qui entoure le noyau ancien de la cité d'Ávila. Actuellement, le noyau ancien, la muraille et les églises situées extra-muros sont classés au Patrimoine mondial de l'Unesco.

## Construction
Raymond de Bourgogne commença la construction à la fin du XIe siècle sur instruction du roi Alphonse VI de Castille, lequel ordonna de repeupler et fortifier les cités de Ségovie, Ávila et Salamanque. Casandro Romano et Florín de Pituenga seraient les maîtres d'œuvre selon l'historiographie traditionnelle.
On ne connaît pas précisément la chronologie de la construction de cette enceinte. La tradition parle d'une durée des travaux de neuf ans, ce qui semble peu crédible au vu du petit nombre d'habitants et de la faiblesse de l'économie de cette époque. Un document royal de 1193 fait allusion à la construction de la forteresse et des tours.
En 1596, Philippe II entreprit des travaux de restauration de la muraille.

## Architecture

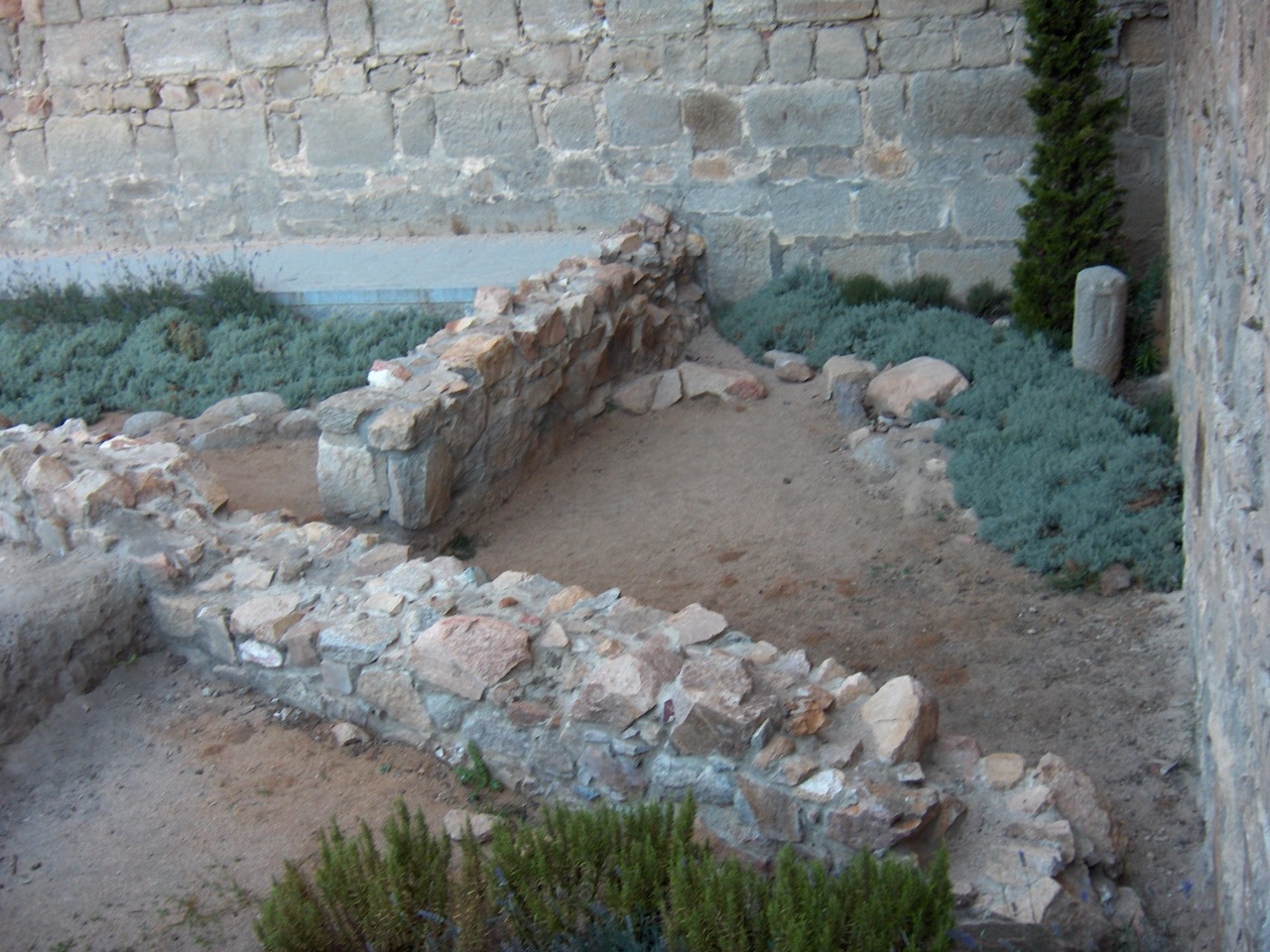
Vestiges romains, près de la porte San Vicente.

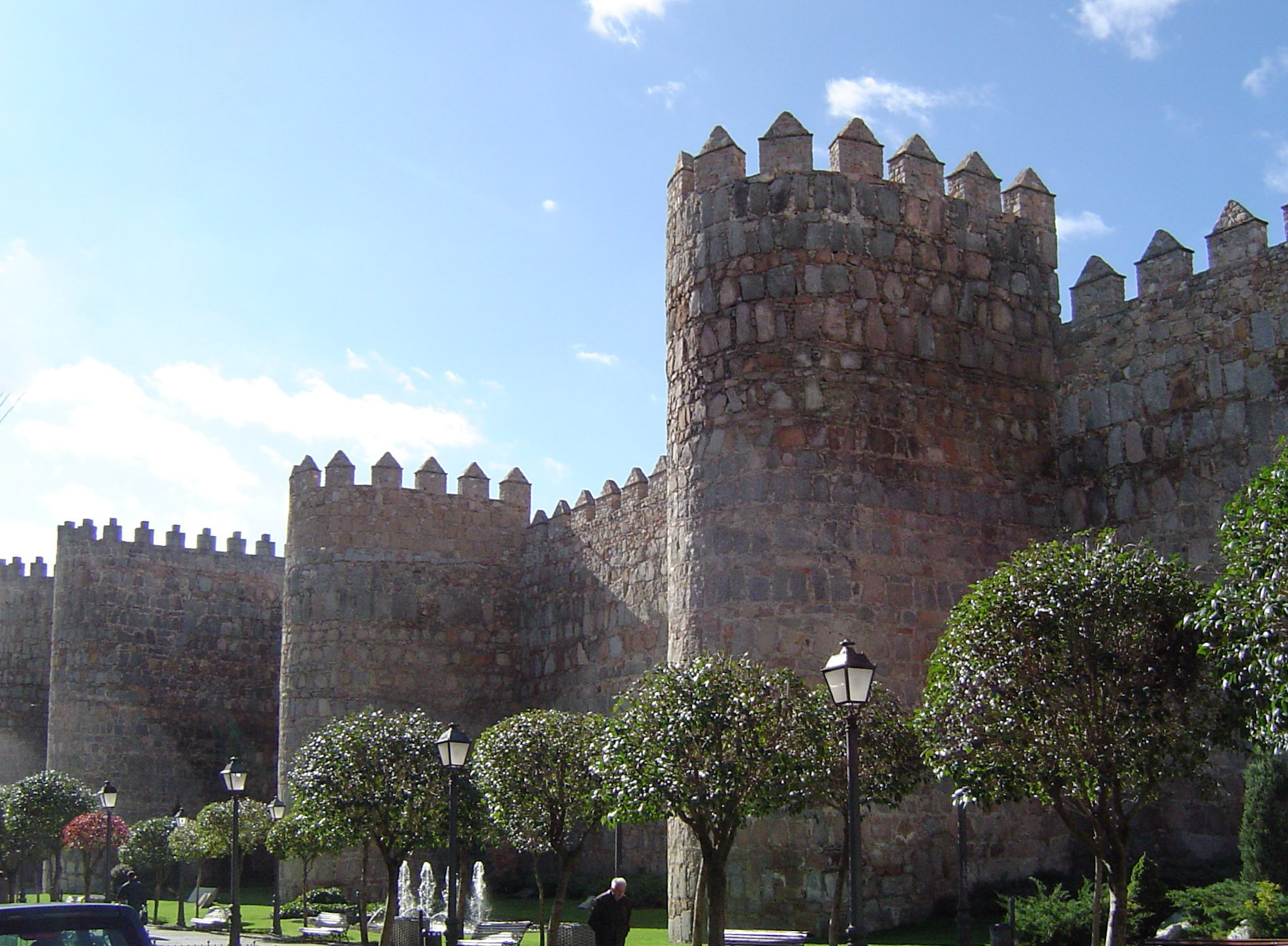
Muraille

On suppose que la muraille est construite sur le tracé d'un campement militaire romain, avec lequel elle coïnciderait en forme et proportions. Cependant on pense que la muraille romaine originale avait un périmètre inférieur au périmètre actuel, étant donné que la capitale du centre et du nord-est de la Péninsule Ibérique était León, avec une muraille de 1 780 m, et que celle d'Ávila ne pouvait être plus grande que celle de la capitale[réf. nécessaire]. Sur le mur du côté est on peut voir de nombreuses pièces réutilisées qui proviennent d'un cimetière romain : pierres, cistes, etc. Actuellement il y a des auteurs qui doutent de l'existence antérieure d'une muraille romaine, même si les dernières fouilles indiquent sans aucun doute qu'il y a eu réellement une muraille romaine. Rodríguez Almeida a démontré, entre autres évidences, l'existence de deux tours originelles de la muraille romaine primitive, encastrées dans le corps de la muraille élevée par les nouveaux habitants médiévaux dans l'Arco de San Vicente.
La muraille a aujourd'hui 2 516 m de périmètre, 2 500 créneaux, 88 grosses tours et 9 portes. Elle dessine un rectangle orienté est-ouest, ayant une superficie d'environ 33 hectares. Il existe une poterne aveugle, dans la zone de l'Alcázar (aujourd'hui disparu).
La hauteur moyenne des murs est de 12 mètres et leur épaisseur moyenne est de 3 mètres. Le tracé profite des escarpements rocheux et de la dénivellation de la vallée de la rivière Adaja. Il n'y a ni talus ni contreforts. On accède à la muraille par des escaliers de pierre situés à la porte de l'Alcázar et à celle del Peso de la Harina; toute l'enceinte est parcourue par un chemin de ronde.

### Matériaux
La muraille est faite de pierres de granite régulières, presque des pierres de taille. On les trouve de préférence dans les parties basses du mur oriental et de certaines portes : certaines pierres proviennent des anciennes murailles romaines, de nécropoles ou d'autres monuments ; d'autres pierres irrégulières, tenues par un mortier, sont plutôt présentes dans les murs nord, sud et ouest. Une frise de briques orne le haut de certaines tours, surtout du côté ouest.

## Description

### Les murs

#### Mur est
C'est la partie la plus ancienne et celle qui est fortifiée avec le plus de soin, car elle donne sur un terrain plat propice aux attaques. Elle possède 21 tours, de la tour de l'Esquina de l'Alcázar (également appelée de la Luminaria) jusqu'à celle de San Vicente. Elle comprend trois portes (Puerta del Alcázar, Puerta del Peso de la Harina, Puerta de San Vicente) et une poterne.
L'abside de la cathédrale (Ciborium) est l'œuvre du maître Fruchel. Elle est intégrée dans les défenses de la muraille. Elle devait jouer un rôle important dans l'histoire d'Ávila, car elle est représentée sur l'écu de la cité, avec le roi Alphonse VII enfant à son sommet. Pour construire cette abside, on a dû détruire une tour. C'est une grande abside romane de 50 m de diamètre[réf. nécessaire]. Elle est surmontée d'un mâchicoulis à trois rangées de créneaux.

#### Mur nord
Cette section du mur s'étend de la Tour de la Mula jusqu'à la Tour de San Segundo. Le mur nord est plus élevé que le mur est. Il possède trente tours et deux portes : Puerta del Mariscal et Puerta del Carmen.

#### Mur ouest
Il s'étend de la Tour de San Segundo jusqu'à celle de la Mancebía. Il compte douze tours. On peut voir une frise de briques au-dessous des créneaux. Le mur est percé par la porte de l'Adaja (du nom de la rivière proche). C'est le mur le plus bas, à cause de la présence de la rivière qui offre une défense naturelle.

#### Mur Sud
Il s'étend de la Tour la Mancebía jusqu'à la Tour de l'Angle de l'Alcázar. Il possède vingt-cinq tours semi-cylindriques, trois portes (la Malaventura, la Santa, el Rastro) et deux poternes.

### Les portes

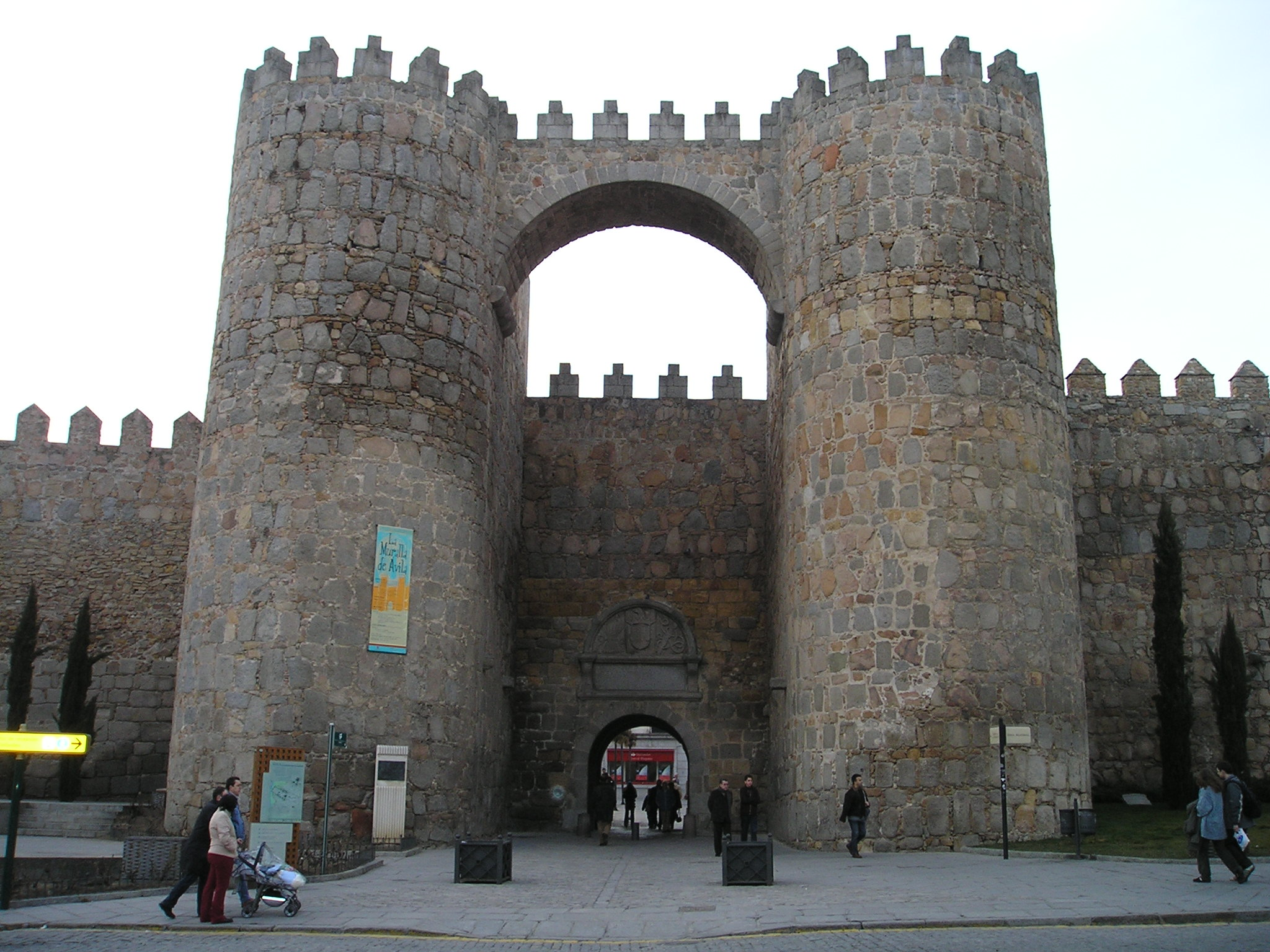
Puerta del Alcázar, située sur la Plaza Mayor.

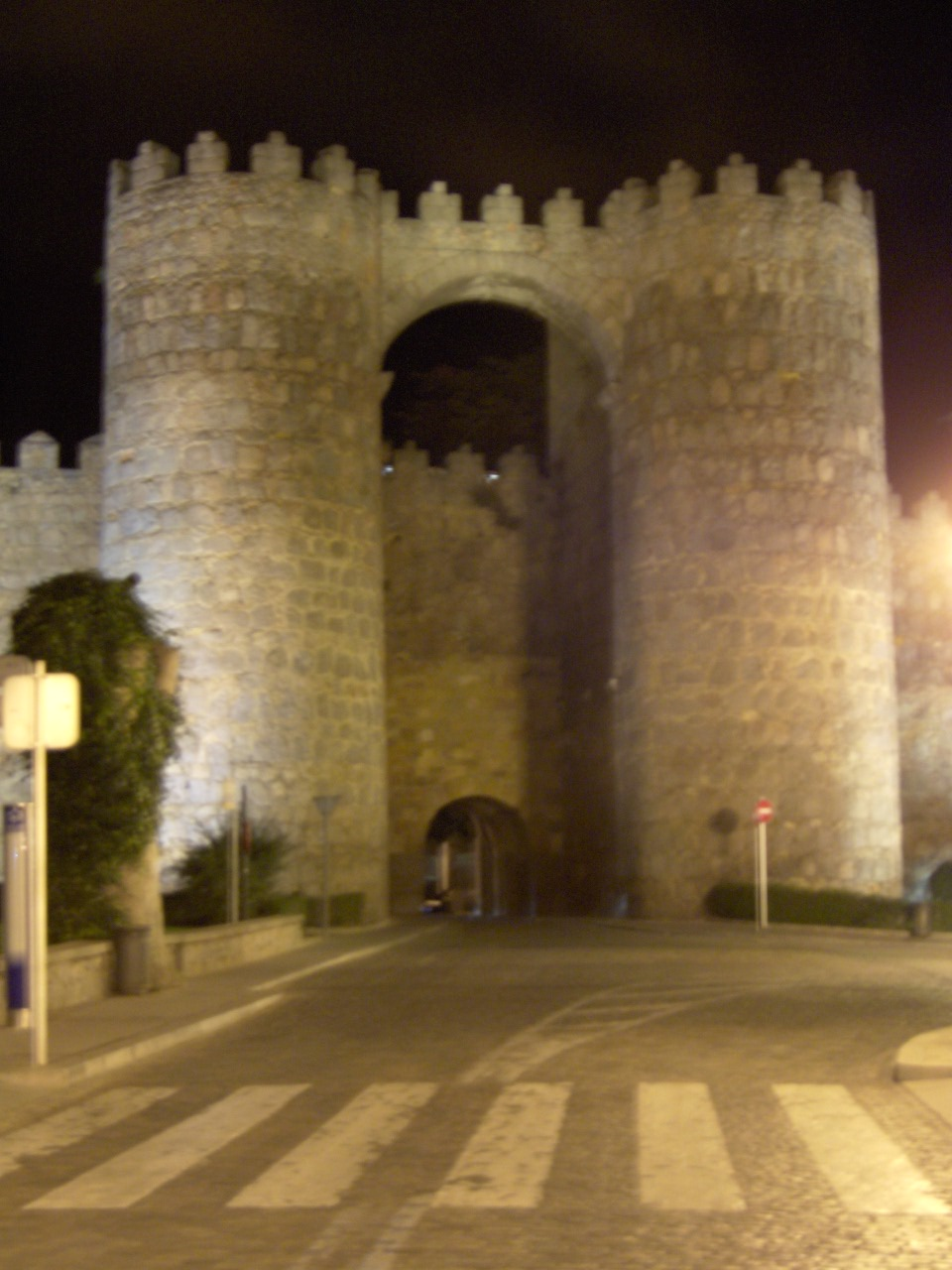
Puerta de San Vicente, de nuit.

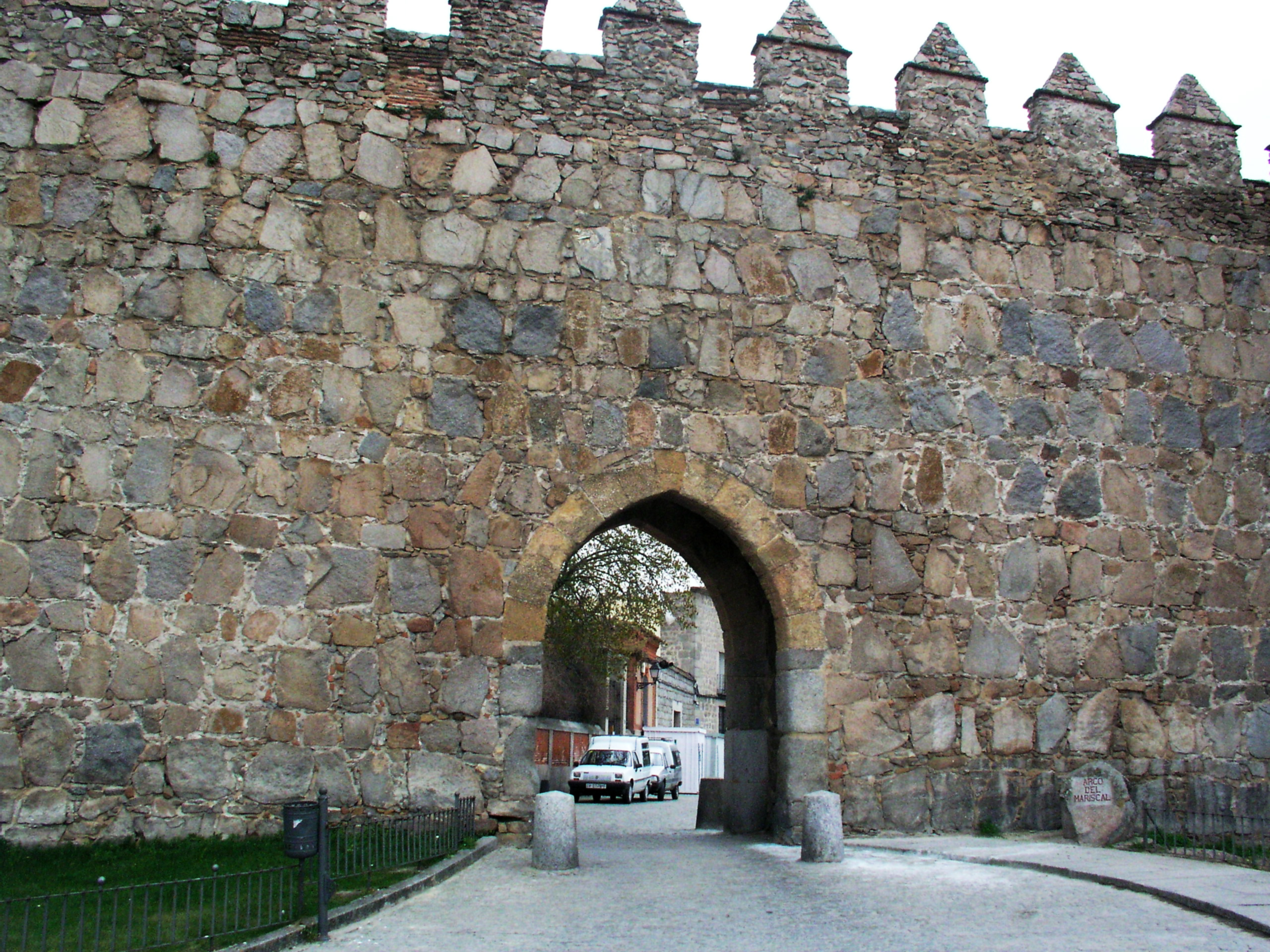
Puerta del Mariscal

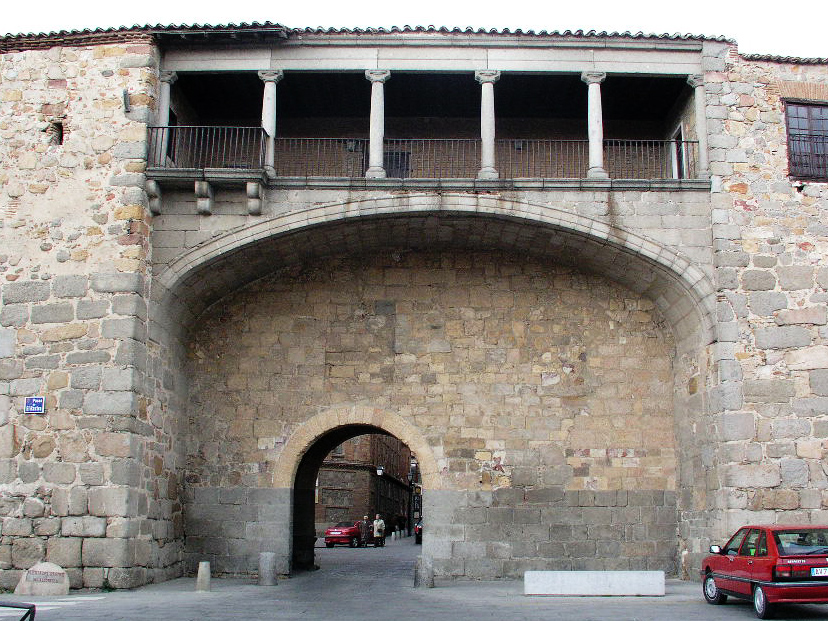
Puerta del Rastro

Des neuf portes (aussi appelées communément Arco), les deux plus impressionnantes par leurs défenses sont celles de l'Alcazar et de San Vicente.
La Puerta del Alcázar ou del Mercado Grande : la Porte de l'Alcázar nous paraît très étroite, prise entre deux très grandes tours (20 m de haut) reliées à leur partie supérieure par un pont spectaculaire qui précède la ligne des murs. Elle a été restaurée en 1596, comme l'indique une inscription. Les créneaux ont été copiés sur ceux de la porte San Vicente. Derrière la porte se trouvait l'Alcázar, véritable forteresse, aujourd'hui disparue, dont il ne reste que la Tour de l'Hommage.
La Puerta de la Catedral, de los Leales ou del Peso de la Harina a été ouverte au XVIe siècle à la place d'une poterne.
La Puerta de San Vicente a la même structure que celle de l'Alcázar. Les restaurations que l'on a effectuées sur elle ont été plus discrètes, ce qui donne une apparence de plus grande authenticité. Les fouilles effectuées ont fait apparaitre à quelque 3 mètres sous le niveau actuel, la porte romaine initiale, ainsi que cinq rangées de pierres de taille. On a retrouvé des fragments de céramique datables du Ier au Ve siècle. Le plus spectaculaire a été la découverte d'un verrat sculpté dans la roche, mesurant 1,7 mètre de long sur 1 mètre de haut. Ses sabots se trouvent au même niveau que celui de la porte romaine. La datation oscille entre le Ier siècle av. J.-C. et Ier après.
El Arco del Mariscal, appelée ainsi en souvenir de Don Álvaro Dávila, maréchal du roi Jean II de Castille, est construite en arc d'ogive.
El Arco del Carmen ou de la cárcel, restauré aux XIVe et XVIe siècles, s'ouvre entre deux tours de section carrée. La construction est faite en pierres de taille.
La Puerta del Puente ou de San Segundo ou de l'Adaja a été restaurée aux XVe et XVIIe siècles.
La Puerta de la Mala Dicha, de la mala Ventura ou populairement arco de los Gitanos donnait accès au quartier juif.
La Puerta de la Santa ou de Montenegro donne accès à la maison natale de Sainte-Thérèse.
La Puerta del Rastro de Grajal ou de la Estrella est surmontée d'un arc en anse de panier du XVIe siècle.
Chacune des neuf portes de la muraille est défendue par un ou plusieurs palais, construits entre les XVe et XVIe siècles.

## Histoire moderne

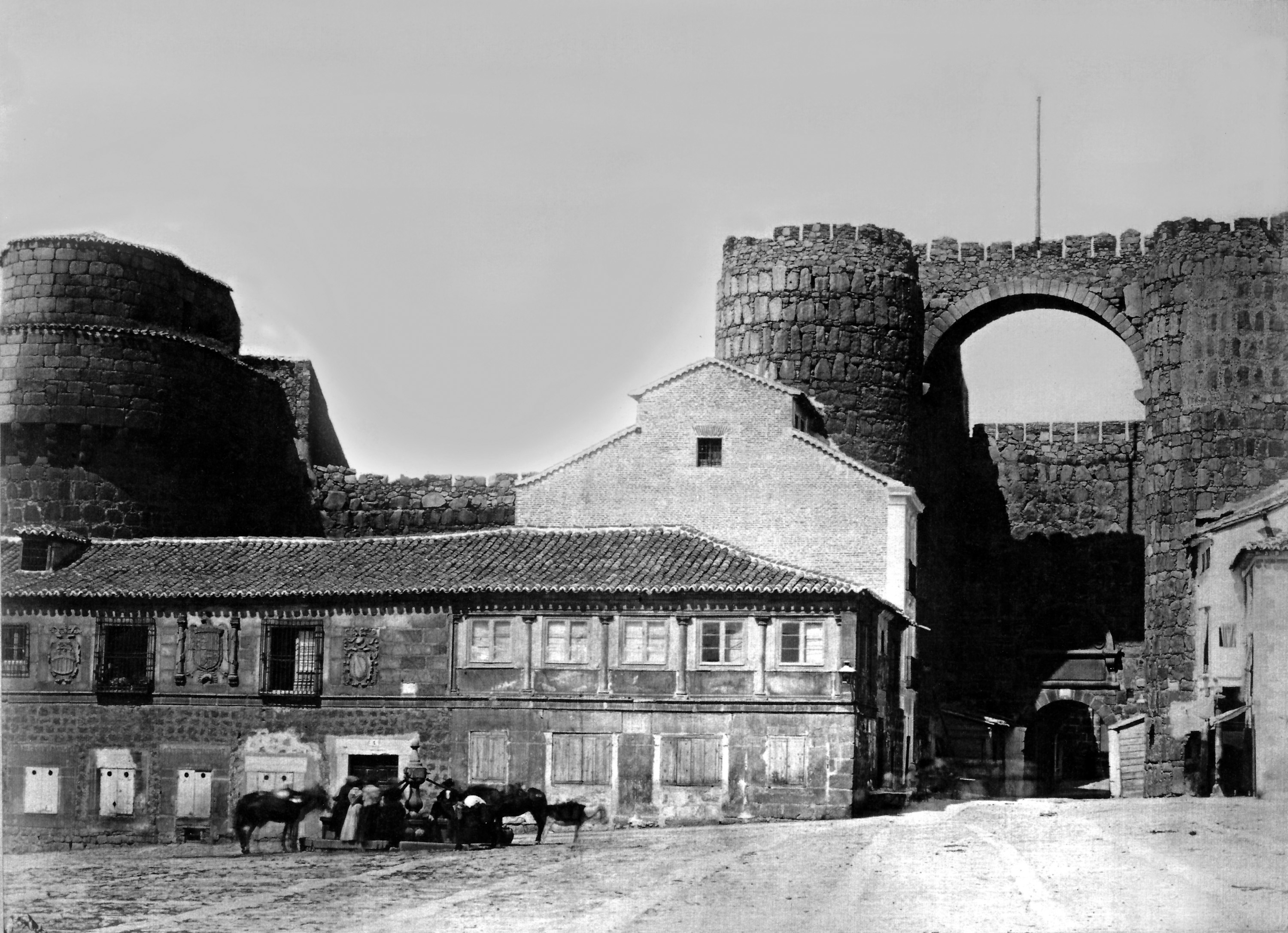
porte de alcazar

L'apparition de l'artillerie moderne et des boulets métalliques a rendu ce type de muraille inefficace dès la fin du XVe siècle. Dès lors, le rôle de cette enceinte a été ramené à celui d'une barrière sanitaire ou fiscale. Au XIXe siècle, la destruction de ces murs a été sérieusement envisagée, afin de faciliter les échanges entre le centre et les faubourgs. La dépression démographique (environ 4 000 personnes occupaient alors la ville) et la faiblesse économique de cette période ont empêché la mise en œuvre de ce projet. En 1884, la muraille d'Ávila fut déclarée Monument national, ce qui lui a assuré sa survie définitive. La ville a été déclarée Conjunto Histórico Artístico (Ensemble Historique Artistique) par le Décret Royal 3940 du 15 décembre 1982, et patrimoine de l'Humanité en 1985.

## Visites
Actuellement, trois travées de la muraille sont ouvertes aux visiteurs : celle de l'Alcázar, près des restes de ce monument sur la Place Clavo Sotelo ; celle de la maison de las Carnicerías, près de la cathédrale ; celle de Carmen, en la ronda Vieja, près de l'ancienne prison et actuelles Archives Provinciales, sur la Place Concepción Arenal.
Une nouvelle travée ouverte au public a été aménagée afin d'en permettre l'accès aux personnes à mobilité réduite (ascenseurs, etc). Elle relie l'Arco del Carmen à l'Arco del Puente Adaja. À la fin de ces travaux, 1 700 mètres de muraille sont ainsi ouverts aux visiteurs.

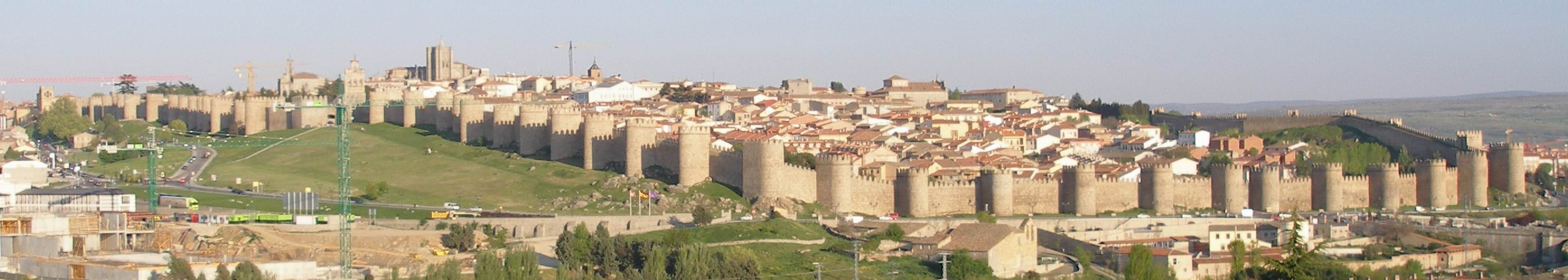
Vue générale de la muraille